# Oederquarter Moor
Das Oederquarter Moor ist ein Naturschutzgebiet in den niedersächsischen Gemeinden Oederquart in der Samtgemeinde Nordkehdingen im Landkreis Stade und Osten in der Samtgemeinde Hemmoor im Landkreis Cuxhaven.

## Allgemeines
Das Naturschutzgebiet mit dem Kennzeichen NSG LÜ 131 ist circa 93 Hektar groß. Es war zunächst circa 85 Hektar groß. Davon entfielen 73 Hektar auf den Landkreis Stade und 12 Hektar auf den Landkreis Cuxhaven. 2017 wurde es auf circa 93 Hektar erweitert.
Der größte Teil des Naturschutzgebietes ist gleichzeitig als gleichnamiges FFH-Gebiet ausgewiesen. Das Naturschutzgebiet grenzt im Osten an das Naturschutzgebiet „Die Scheidung“, über das es mit den Naturschutzgebieten „Kehdinger Moore II“ und „Kehdinger Moore“ vernetzt ist. Das Gebiet steht seit dem 16. Dezember 1985 unter Naturschutz. Zum 14. Juli 2017 wurde es auf seine heutige Größe erweitert. Zuständige untere Naturschutzbehörden sind die Landkreise Stade und Cuxhaven.

## Beschreibung
Das Naturschutzgebiet liegt westlich von Wischhafen. Es umfasst Reste eines Hochmoorgebietes als Bestandteil der historischen Kulturlandschaft „Kehdinger Moorgürtel“. Die Moorflächen waren größtenteils zu Grünland kultiviert worden und wurden als Wiese oder Weide bewirtschaftet. Inzwischen sind die Flächen aus der Nutzung genommen. Das Naturschutzgebiet ist über die Scheidung mit weiteren Resten der historisch ausgedehnten Kehdinger Moore vernetzt.
Im Kernbereich des Schutzgebietes befinden sich zwei unkultivierte Restmoorflächen. Hier sind torfmoosreiche Krähenbeeren-Heiden mit typischer Moorvegetation erhalten, darunter Rosmarinheide, Glockenheide, Krähenbeere, Moosbeere, Rundblättriger und Mittlerer Sonnentau, Weißes Schnabelried und Moorlilie. In den stärker entwässerten Bereichen stockt Birkenmoorwald. Das Gebiet wird zur Pflege im Kernbereich regelmäßig entkusselt.
Die Grünlandbereiche wurden nach der Aufgabe der Nutzung wiedervernässt und teilweise überstaut. Teile der Grünlandbereiche verbuschen.
Das Naturschutzgebiet wird über diverse Gräben zum Wischhafener Moorkanal und zum Herrenfleth entwässert. Der Wischhafener Moorkanal entwässert in die Wischhafener Süderelbe, einem Seitenarm der Elbe, das Herrenfleth in die Oste. Zur Verbesserung des Moorlebensraums wurden Anfang 2021 Maßnahmen zur Verringerung des oberflächlichen Abflusses von Niederschlägen durchgeführt. Hierzu wurden Entwässerungsgräben verschlossen und Verwallungen angelegt. Außerdem wurden Entkusselungsmaßnahmen durchgeführt, um der zunehmenden Bewaldung entgegenzuwirken.